# Ejagham jezik
Ejagham jezik (ISO 639-3: etu), jezik istoimenog naroda Ejagham ili Ekoi, kojim govori preko 116 000 ljudi, od čega 67 300 u nigerijskoj državi Cross River (2000) i 49 400 u kamerunskoj Southwest (2000). Ima tri dijalekta, istočni, zapadni i južni.
Ejagham pripada nigersko-kongoanskoj podskupini ekoid i široj skupini južnih bantoid jezika. Ekoi su srodni Efikima i Ibibioima; ratari; radnici u nigerijskim gradovima.

## Vanjske poveznice
- Ethnologue (14th)
- Ethnologue (15)